# Mistrzostwa Świata Par na Żużlu 1970
Mistrzostwa Świata Par 1970 – pierwsza edycja w historii na żużlu. Wygrała para nowozelandzka – Ronnie Moore i Ivan Mauger. Polska para miała wystartować w finale, ale wycofała się z turnieju. Jej miejsce zajęła Dania.

## Półfinały

### Pierwszy półfinał
- 6 maja 1970 (środa),  Manchester – stadion Belle Vue
- Awans: 3

| Miejsce | Kraje         | Suma | Zawodnicy                    | Pkt.  | Pkt bieg. |
| ------- | ------------- | ---- | ---------------------------- | ----- | --------- |
| 1       | Nowa Zelandia | 27   | Ivan Mauger Barry Briggs     | 14 13 | b.d       |
| 2       | Szkocja       | 26   | Bert Harkins Jim McMillan    | 13    | b.d       |
| 3       | Anglia        | 23   | Nigel Boocock Eric Boocock   | 16 7  | b.d       |
| 4       | Australia     | 16   | Jim Airey Charlie Monk       | 11 5  | b.d       |
| 5       | Dania         | 13   | Ole Olsen Niels Weiss        | 12 1  | b.d       |
| 6       | Norwegia      | 13   | Reidar Eide Öyvind Berg      | 7 6   | b.d       |
| 7       | RFN           | 7    | Rudolf Kastl Dieter Dauderer | 7 0   | b.d       |

### Drugi półfinał
- 17 maja 1970 (niedziela),  Maribor
- Awans: 3

| Miejsce | Kraje          | Suma | Zawodnicy                      | Pkt. | Pkt bieg. |
| ------- | -------------- | ---- | ------------------------------ | ---- | --------- |
| 1       | Czechosłowacja | 30   | Jiří Štancl Václav Verner      | 15   | b.d       |
| 2       | Polska         | 24   | Marian Spychała Paweł Mirowski | 15 9 | b.d       |
| 3       | Austria        | b.d  | brak danych                    | b.d  | b.d       |
| 4       | Jugosławia     | b.d  | brak danych                    | b.d  | b.d       |
| 5       | Bułgaria       | b.d  | brak danych                    | b.d  | b.d       |
| 6       | Jugosławia B   | b.d  | brak danych                    | b.d  | b.d       |
| 7       | Włochy         | b.d  | brak danych                    | b.d  | b.d       |

## Finał
- 2 czerwca 1970 (wtorek),  Malmö
- Dania zastąpiła Polskę, a Jugosławia zastąpiła Austrię.

| Miejsce | Kraje          | Suma | Zawodnicy                  | Pkt.  | Pkt bieg.               |
| ------- | -------------- | ---- | -------------------------- | ----- | ----------------------- |
| 1       | Nowa Zelandia  | 28   | Ronnie Moore Ivan Mauger   | 16 12 | 3,3,3,2,2,3 2,2,2,3,3,d |
| 2       | Szwecja        | 25   | Ove Fundin Bengt Jansson   | 15 10 | b.d                     |
| 3       | Anglia         | 19   | Eric Boocock Nigel Boocock | 13 6  | b.d                     |
| 4       | Szkocja        | 18   | Jim McMillan Bert Harkins  | 10 8  | b.d                     |
| 5       | Dania          | 17   | Ole Olsen Bent Nörregaard  | 12 5  | b.d                     |
| 6       | Czechosłowacja | 11   | Jiří Štancl Vaclav Verner  | 6 5   | b.d                     |
| 7       | Jugosławia     | 8    | Draško Oršić Ivan Kos      | 5 3   | b.d                     |